# نیکوغوس هوهانیسیان
نیکوغوس نیکوغوسی هوهانیسیان (ارمنی: Նիկողոս Նիկողայոսի Հովհաննիսյան) یک سیاستمدار اهل ارمنستان بود که از تاریخ ۱۹۴۷ تا تاریخ ۱۹۵۰ سمت وزیر ارتباطات ارمنستان شوروی را برعهده داشت.

## یادداشت
1. ↑  ՀԽՍՀ ավտոմոբիլային տրանսպորտի ժողկոմի նախագահ (۱۹۴۶ նախարար)